# Королева экрана (фильм)
«Королева экрана» («Великий немой»; «Актриса Ларина») (1916) — немой художественный фильм Евгения Бауэра по мотивам пьесы «Актриса Ларина» Александра Вознесенского, шедшей на сцене Московского драматического театра, главную роль в которой также исполнила Вера Юренева. Фильм не сохранился.

## Художественные особенности
В. Вишневский назвал постановку «интересной и своеобразной». Более подробно можно почитать в журнале «Проектор»:

Как и всякая пьеса с "тенденцией", картина не чужда некоторого многословия, выразившегося в длинных и частых титрах. С этой точки зрения пьеса, горячо защищающая искусство молчания, не может считаться образцом произведения этого искусства. Это скорее талантливая публицистика на экране. Но именно как публицистика, эта пьеса чрезвычайно ценна и нужна в данный момент, ибо наступило время привить широкой публике <...> здоровые взгляды на истинные художественный и идейные задачи экрана <...> Разыграна пьеса прекрасным ансамблем <...> Бауэр отказался на этот раз от обычного своего пристрастия к красивым внешним эффектам <...> и постарался больше согласовать форму и содержание картины. Однако заключительная сцена, с отрадением героини в трёх зеркалах, не только не может быть признана удачной, но составляет резкий диссонанс с замыслом пьесы.— «Проектор», 1916, № 5, стр. 8
В. Туркин язвительно заметил: «Мы считаем величайшей неблагодарностью со стороны "Великого немого" то, что в "Королеве экрана" он восстал против своего защитника и сконфузил его своей чрезмерной болтливостью», отметив при этом: «Бауэр создал кинопьесе ту красивую внешность, которая искупила в значительной мере отсутствие в пьесе и интересного действия, и психологической глубины».
И. Гращенкова в книге «Кино Серебряного века» написала, что «этот фильм можно считать первой, и не только в русском кино, серьёзной попыткой кинематографа понять себя».

## В ролях
- Витольд Полонский — Антек Гальсон, киносценарист
- Вера Юренева —  Ира, жена Гальсона, киноартистка
- Григорий Хмара — Робин, поэт и драматург
- Николай Башилов — Лецкий, захудалый литератор
- Александр Херувимов — Кранц, директор кинофабрики